# Вилдан Атасевер
Вилдан Атасевер (тур. Vildan Atasever; рођена 26. јула 1981; Бурса) турска је глумица. Међународну славу стекла је улогом султаније Хумашах у популарној историјској драми, Величанствени век: Косем. Појавила се у још неколико познатих ТВ серија, као што су Долина вукова и Опасна љубав, у којој је тумачила главну улогу.
У филмовима и ТВ серијама често сарађује са Хуљом Авшар и чак три пута је тумачила улогу њене ћерке. Атасевер је добитница престижне награде Златна наранџа за најбољу главну глумицу, као и награде на Међународном филмском фестивалу у Анкари.

## Биографија
Вилдан Атасевер је рођена 1981. у Бурси. Глумом је почела да се бави са петнаест година. Прву значајну улогу имала је у ТВ серији Долина вукова, док је главну улогу први пут добила у филму Две младе девојке, где је улогу њене мајке тумачила Хуља Авшар.
Главну улогу тумачила је и у ТВ серији Опасна љубав, да би највећу популарност стекла улогом султаније Хумашах у директном наставку Сулејмана Величанственог, Величанствени век: Косем.
Два пута се удавала и разводила. 
На десној руци је дуго имала тетоважу Симбе из Краља лавова, али је касније одлучила да је уклони.

## Филмографија
| Улоге Вилдан Атасевер |                                |               |                   |                                          |
| Година                | Српски назив                   | Изворни назив | Улога             | Напомена                                 |
| 2003.                 | Долина вукова                  |               | Назли Бекироглу   | ТВ серија                                |
| 2004.                 | Светац                         |               | Муге              | мини-серија                              |
| 2004.                 | Ако жена жели                  |               | Букет             | ТВ серија                                |
| 2005.                 | Две младе девојке              |               | Хандан            | Златна наранџа за најбољу главну глумицу |
| 2006.                 | Судбина                        |               | Угур              |                                          |
| 2007—2008.            | Нож у леђа                     |               | Гунеш Синан       | ТВ серија                                |
| 2008.                 | Османска република             |               | Асуде             |                                          |
| 2009—2010.            | Опасна љубав                   |               | Зулал Сарал       | ТВ серија                                |
| 2013.                 | Османски шамар                 |               | Костантина        | ТВ серија                                |
| 2015.                 | Сећања црних коња              |               | Вијан             |                                          |
| 2015.                 | Прича о лету                   |               | Умут              | ТВ серија                                |
| 2016.                 | Величанствени век: Косем       |               | Султанија Хумашах | ТВ серија                                |
| 2019.                 | Једно срце                     |               | Илкнур Зенгин     | ТВ серија                                |
| 2020—                 | Последњи император: Абдулхамид |               | Султанија Салиха  |                                          |